# Kotchkourovo
Kotchkourovo (en russe : Кочкурово, en erzya : Кочкур веле) est un village de Mordovie en Russie. C'est le siège administratif du raïon de Kotchkourovo et de l'établissement rural du même nom qui comprend six localités.

## Géographie
Le village se trouve au bord de la rivière Pyrma (Karnaï) à 23 km (à vol d'oiseau) et à 28 km par la route au sud-est de Saransk, capitale de la Mordovie. La gare ferroviaire la plus proche est celle de Voïevodskoïe à 12 km. Elle se trouve sur la ligne Rouzaïevka-Inza.
La température moyenne est de -11,3°C en janvier et de +19,3°С en juillet.

## Histoire
Le village est fondé au milieu du XVIe siècle et doit son nom à un des premiers habitants mordves du nom de Kotchkour. Dans la Liste des lieux de peuplement du gouvernement de Penza, publiée en 1869, le village est décrit comme comprenant 251 foyers pour 1 170 habitants. Il comprend alors une école et quatre fabriques de potasse. En 1913, la population s'élève à 3 548 habitants avec une distillerie, une église, une école, une société de crédit, un dispensaire médical et vétérinaire, deux véhicules de pompiers, trois moulins à eau et dix moulins à vent. Il y a aussi quatre forges, une auberge, un caviste et deux brasseries. Dans les années 1930, les paysans sont regroupés dans le kolkhoze « Le Marteau et la Faucille », régorganisé dans les années 1950 dans le kolkhoze « Le Bolchévique ». Avec la fin de l'URSS, il se réorganise en une compagnie privée du nom de « Niva », puis en une société par commandite du nom de « Kotchkourovskoïe ».

## Population
La majorité de la population est de nationalité mordve.
- 1959 : 3185 habitants[3]
- 1970 : 3603 habitants[4]
- 1989 : 3476 habitants[5]
- 2002 : 3259 habitants
- 2010 : 3198 habitants[6]
- 2021 : 3004 habitants[7]

## Infrastructures
Le village dispose d'une laiterie, d'une usine agro-alimentaire, d'entreprises liées au BTP, d'une scierie, d'un dispensaire vétérinaire, d'une grande entreprise agricole, d'une maison de la culture, d'une maison de la création enfantine, d'une école secondaire, d'une école d'art, d'une école de sport, d'un jardin d'enfants, d'un musée des exploits de la guerre, d'un cinéma, d'une bibliothèque, d'un hôtel (Le Bouleau, «Берёзка»), de magasins de détail, d'une clinique d'arrondissement, de deux pharmacies, d'un restaurant, d'un café. Il abrite aussi une statue de Lénine, un monument aux morts de la Grande Guerre patriotique, une église orthodoxe dédiée à la Nativité du Christ (dépendant de l'éparchie de Saransk).
Près du village, l'on trouve des kourganes de l'âge de bronze.